# سسترشوس
سسترتیوس (لاتین: Sestertius)، یک سکه روم باستان بود. سسترتیوس در طول جمهوری روم، یک سکه نقره ای کوچک بود که فقط در موارد نادری صادر می‌شد. در زمان امپراتوری روم سسترتیوس یک سکه بزرگ برنجی بود.
نام سسترتیوس (Sestertius) به معنای «دو و یک نیم» است، که به ارزش اسمی آن دو و نیم سکه اس (یک سکه رومی برنزی) اشاره دارد، ارزشی که برای تجارت مفید بود زیرا یک چهارم سکه دناریوس بود. به ارزش ده اس. این نام از semis، «نصف» و «ترتیوس»، «سوم» گرفته شده‌است که در آن «سوم» به سومی اشاره می‌کند: سسترتیوس دو اس کامل و نیمی از یک سوم ارزش داشت.

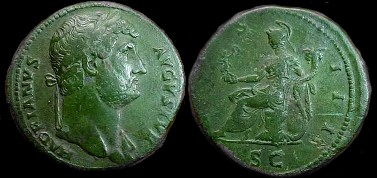
نمونه ای از پرتره مفصل هادریان ۱۱۷ تا ۱۳۸